# Rodrigo García de la Vega

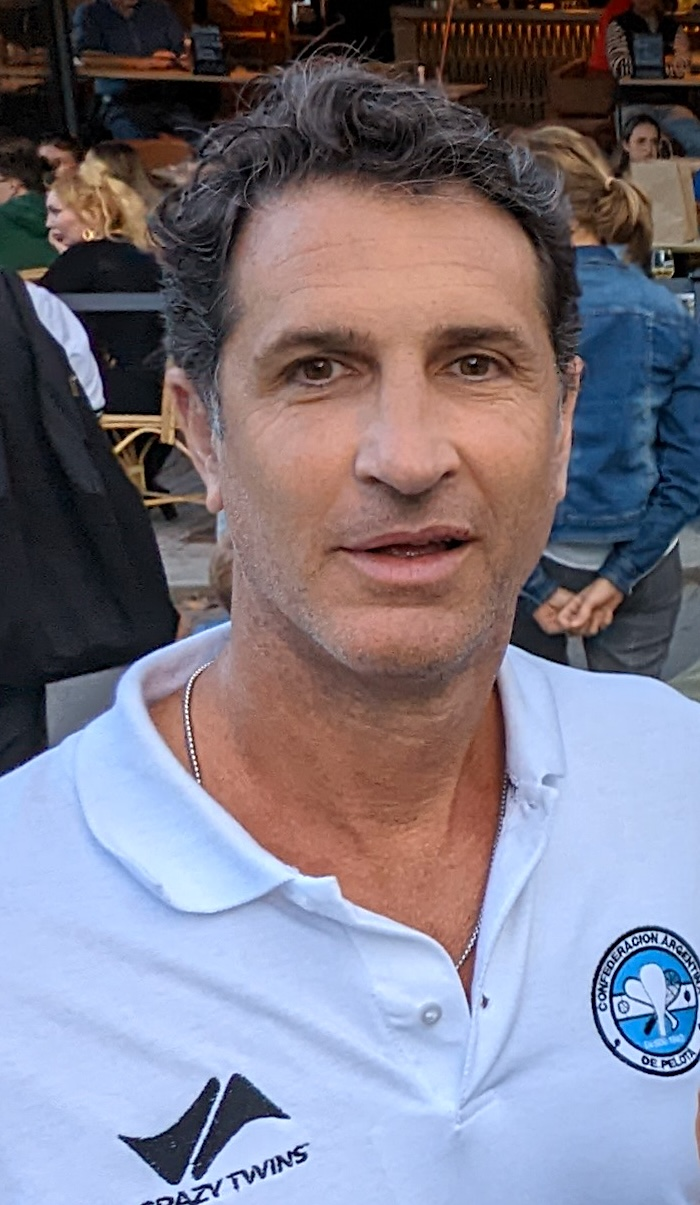
Rodrigo García de la Vega

Rodrigo García de la Vega, destacado deportista, entrenador y profesor argentino de pelota vasca (nacido en San Isidro,  Argentina en 1972) ha sido uno de los pelotari más destacados e influyentes en su deporte a nivel nacional e internacional. Más allá de sus múltiples logros deportivos, Rodrigo se ha destacada por su profesionalismo y ética deportiva durante sus más de 35 años de carrera.
Como jugador alcanzó a cosechar 12 medallas internacionales (incluyendo una medalla olímpica en los Juegos Olímpicos de Barcelona 1992, 6 en campeonatos mundiales y 5 Juegos Panamericanos) y más de 30 a nivel nacional, provincial y metropolitano en Argentina.
De la Vega, como lo conocen sus colegas, se desempeñó como entrenador y profesor durante más de una década en el club que lo vio nacer (Club San Fernando) y jugó un rol fundamental en el desarrollo del deporte a nivel nacional, llegando a ocupar el rol técnico más importante en el Seleccionado Nacional Argentino de Pelota Vasca como seleccionador, coordinador y entrenador.

## Selección nacional argentina
- 2007-2010 Coordinador del seleccionado nacional argentino juvenil y mayor de todas las especialidades.

```
  Tareas:
   - Coordinar los entrenadores, entrenamientos
   - Designar / seleccionar equipo técnico
   - Coordinar las escuelas nacionales del deporte para poder tener un concepto homogéneo en la enseñanza nacional
```

- 2008 Responsable técnico del mundial juvenil en España
- 2009 Responsable técnico en el mundial de Gualeguay, Argentina. (Logrando por primera vez el título de grupo)
- 2010 Encargado del seleccionado mayor para mundial en Francia.
- 2018-2022 Entrenador nacional de frontrenis masculino y femenino en mayores y juveniles.
- 2010 – 2022 profesor y entrenador de paleta en el Club San Fernando

## Logros Deportivos

### Logros Internacionales
- 2014 Medalla de Oro Copa del Mundo Guadalajara
- 2003 Medalla de bronce Juegos panamericanos(Santo domingo)
- 2002 Cuarto puesto en Mundial Pamplona
- 1998 Medalla de bronce Mundial (DF – México)
- 1998 Medalla de Oro pelota paleta
- 1995 Medalla de plata Juegos Panamericanos
- 1994 Subcampeón Mundial (Saint Jean de Luz -Francia)
- 1993 Medalla de bronce Juegos Panamericanos de Pelota Vasca (La Habana - Cuba)
- 1992 Medalla de bronce Juegos Olímpicos Barcelona
- 1991 Medalla de oro Pelota Paleta Juegos Panamericanos (La Habana – Cuba)
- 1991 Medalla de bronce Juegos Panamericanos (La Habana – Cuba)
- 1991 Medalla de Plata Mundial Juvenil (DF – México)
- 1988 Medalla de Bronce Mundial Juvenil (Biarritz – Francia)

### Logros Nacionales (Argentina)
- 2017 Campeón Anual 1 Categoría Prov. Buenos Aires
- 2017 Campeón Clausura 1 Categoría Prov. Buenos Aires
- 2016 Campeón Apertura 1 Categoría Prov. Buenos Aires
- 2016 Campeón de 1 A Metropolitana
- 2015 subcampeón metropolitano apertura 2015
- 2014 Sub- campeón torneo metropolitano 2014
- 2014 Campeón metropolitano torneo apertura
- 2013 Campeón del Máster de paleta (Chascomus)
- 2013 3 puesto en campeonato Argentino de mayores
- 2013 Campeón apertura Prov. De Buenos Aires de primera
- 2013 Campeón anual Prov. De Buenos Aires de primera
- 2013 Sub - Campeón Apertura Metropolitano 1 A
- 2013 Subcampeón Clausura Metropolitano 1 A
- 2013 Sub - Campeón Anual Metropolitano 1 A
- 2012 Sub - Campeón Apertura Metropolitano 1 A
- 2012 Subcampeón Clausura Metropolitano 1 A
- 2012 Sub - Campeón Anual Metropolitano 1 A
- 2011 Sub - Campeón Apertura Metropolitano 1 A
- 2011 Campeón Clausura Metropolitano 1 A
- 2011 Sub - Campeón Anual Metropolitano 1 A
- 2010 Campeón apertura Prov. De Buenos Aires de primera
- 2010 Campeón clausura Prov. De Buenos Aires de primera
- 2010 Campeón anual Prov. De Buenos Aires de primera
- 2010 Campeón Apertura Metropolitano 1 A
- 2010 Campeón Clausura Metropolitano 1 A
- 2010 Campeón Anual Metropolitano 1 A
- 2010 Campeón torneo patagónico Rawson Elite
- 2010 Subcampeón Tour 2010
- 2010 Tercero Campeonato Argentino Primera
- 2009 4 puesto campeonato metropolitano
- 2007 5 puesto campeonato Metropolitano
- 2007 Campeón de la prov. De Buenos Aires 2 div.
- 2006 4 puesto campeonato Metropolitano
- 2000 Campeón argentino mayor
- Varias veces campeón argentino en distintas categorías junvenil, menores, infantiles.